# Reek of Putrefaction
Pour les articles homonymes, voir Reek (homonymie).
Albums de Carcass
Flesh Ripping Sonic Torment Symphonies of Sickness
Reek of Putrefaction est le premier album studio du groupe de grindcore britannique Carcass. Sorti en 1988, il place le groupe au sommet du grind british, avec Napalm Death. Malgré sa pochette, ce disque ne parle pas encore de thèmes médicaux, mais plutôt de gore bien sanguinolent.

## Composition du groupe
Les membres du groupe sont crédités avec des noms de scènes. Les membres de Blasphemy reprendront une formule similaire pour leurs surnoms.
- Frenzied Fornicator of Fetid Fetishes and Sickening Grisly Fetes (Jeff Walker) – chant et basse
- Gratuitously Brutal Asphyxiator of Ulcerated Pyoaxanthous Goitres (Bill Steer) – chant et guitare
- Grume Gargler and Eviscerator of Matured Neoplasm (Ken Owen) – chant et batterie

## Liste des chansons de l'album
1. Genital Grinder
2. Regurgitation Of Giblets
3. Maggot Colony
4. Pyosisified (Rotten To The Gore)
5. Carbonized Eyesockets
6. Frenzied Detruncation
7. Vomited Anal Tract
8. Festerday
9. Fermentin' Innards
10. Excreted Alive
11. Suppuration
12. Foeticide
13. Microwaved Uterogestation
14. Feast On Dismembered Carnage
15. Splattered Cavities
16. Psychopathologist
17. Burnt To A Crisp
18. Pugent Excruciation
19. Manifestation Of Verrucase Urethra
20. Oxidised Razor Masticator
21. Mucopurulence Excretor
22. Malignant Defecation